# Robert Finlay (1er vicomte Finlay)
Ne doit pas être confondu avec Finley ou Robert Finley.
Robert Bannatyne Finlay, 1er vicomte Finlay, (11 juillet 1842 - 9 mars 1929), est un avocat, médecin et homme politique britannique devenu lord grand chancelier. 

## Jeunesse et éducation
Il est né à Cherry Bank à Newhaven, Édimbourg, fils de William Finlay, médecin, et Ann, fille de Robert Bannatyne. Il fait ses études à l'Académie d'Édimbourg et à l'Université d'Édimbourg, où il obtient son diplôme de médecine en 1864 . 

## Carrière juridique et politique
Après être entré au Middle Temple en tant qu'étudiant en 1865, Finlay est admis au barreau deux ans plus tard et bâtit une clientèle importante, devenant conseiller de la reine en 1882. Trois ans plus tard, il est élu député libéral des Inverness Burghs, mais a rompu avec William Ewart Gladstone au sujet du régime d'autonomie irlandais et rejoint les Libéraux unionistes en 1886. Il perd son siège en 1892 mais le retrouve trois ans plus tard, la même année où il est nommé solliciteur général et fait chevalier. 
En 1900, Finlay est devenu procureur général et est également devenu président du club Sir Walter Scott d'Édimbourg, et a donné le toast à sir Walter lors du dîner annuel du club. En novembre 1902, il est élu lord recteur de l'Université d'Édimbourg pour trois ans. Pour ses services de représentation de l'Empire britannique dans un certain nombre d'arbitrages juridiques internationaux, il est nommé chevalier de l'Ordre de Saint-Michel et Saint-Georges en 1904, et l'année suivante est devenu conseiller privé. Cependant, lors de l'élection générale de 1906 il perd de nouveau son siège, et est réélu en 1910 en tant que représentant des universités d’Édimbourg et de St Andrews. L'un de ses derniers actes officiels en tant que procureur général est de nommer son fils, William Finlay (2e vicomte Finlay) (en), au poste de conseiller principal auprès du Board of Inland Revenue, nomination qui a suscité de nombreux commentaires négatifs . 

## Carrière judiciaire
Le 19 décembre 1916, il devient lord chancelier du gouvernement de coalition de Lloyd George, en même temps qu'il est créé baron Finlay, de Nairn dans le comté de Nairn. On pensait généralement que la nomination de Finlay était temporaire: Lloyd George l'a exclu du cabinet de guerre et a insisté pour qu'il renonce à la pension de 5 000 £ accordée aux chanceliers de la retraite . Il siège pendant trois ans, et en 1919, à sa retraite, est créé vicomte Finlay, de Nairn dans le comté de Nairn le 27 mars. 
L'année suivante, il est nommé membre britannique de la Cour permanente d'arbitrage de La Haye et, en 1921, il est élu juge à la Cour permanente de justice internationale établie par la Société des Nations. En tant que juge de la Cour permanente, il participe à la célèbre Affaire du Lotus en 1927, où la Cour, à la majorité simple. a établi le "principe du Lotus" selon lequel les États peuvent exercer leur compétence extraterritoriale, c'est-à-dire qu'ils peuvent appliquer leurs lois nationales au-delà de leurs propres frontières, dans tous les cas où cela n'est pas explicitement interdit. Il apparaît que Finlay lui-même avait des doutes considérables quant à la validité du principe du Lotus, puisqu'il faisait partie de la minorité dissidente . 
Finlay reçoit la citoyenneté du bourg royal de Nairn le 1er octobre 1902.  

## Famille
Lord Finlay épouse Mary, fille de Cosmo Innes, en 1874. Elle est décédée en juin 1911. Lord Finlay est décédé en mars 1929, à l'âge de 86 ans, à son domicile de Kensington, à Londres, et est enterré à Nairn. Il est remplacé dans ses titres par son fils, William, plus tard un Lord Justice of Appeal. 